# ゲゲゲの鬼太郎 激突!!異次元妖怪の大反乱
『ゲゲゲの鬼太郎 激突!!異次元妖怪の大反乱』（ゲゲゲのきたろう げきとつ!!いじげんようかいのだいはんらん）は、東映まんがまつりの一編として昭和61年（1986年）12月20日に公開された。配給は東映。上映時間は48分。カラー、ワイド。『ゲゲゲの鬼太郎』第3期テレビシリーズの映画第4作で最終作。

## 解説
昭和43年（1968年）に週刊少年マガジンに連載された「朧車」を原作に、武上純希脚本、研修生でテレビシリーズの監督補佐・芝田浩樹監督でアニメーション化。作画監督はテレビシリーズのローテ作監であり当時スタジオジャイアンツに所属していた入好さとるに加え、入好と同じくジャイアンツに所属していた新岡浩美が初の作画監督に挑戦した。また新岡は作監作業と並行しつつカロリーヌの原画をほとんど1人で描いた。
原作では脇役に過ぎなかったカロリーヌを可憐な美少女に変更し、ねずみ男との心の交流が描かれている。カロリーヌ役は芝田浩樹の「本物の子供を」との意向により、当時11歳だった藤枝成子が起用された。また、原作者の水木しげると妻の武良布枝がゲストキャラクターとして登場している。
2007年8月3日発売の「ゲゲゲの鬼太郎 THE MOVIE」および2009年7月21日発売の「ゲゲゲの鬼太郎 THE MOVIES 2」に収録。
本作冒頭の「東映マーク」（荒磯に波）は、それまでの「波音」からオリジナルBGMに変更、また本作のOPはタイトル表示部分にSEが付いている。
2018年4月1日よりテレビアニメ第6期がスタートするのを記念して、同年3月9日から同年5月14日までYouTubeの「東映アニメーション創立60周年公式YouTubeチャンネル」より本作が配信された。

## ストーリー
季節はもう冬だと言うのに台風が日本に接近してくる。鬼太郎はおかしいと思い調べようとするも目玉親父に人間の今後の気象情報を聞いても遅くはないと言われしばらく様子を見ることにした。だが貨物船が台風の中で謎の妖怪皇帝が操る妖怪あやかしに襲われ沈没する事件が発生し、遂に海へ出た鬼太郎たちは台風から巨大な妖気を感じ、目玉親父はこれは台風自体は普通の暴風雨ではなく1000年に一度世界中の妖気が集まってできる怪気象ではないかと確信した。
怪気象はあらゆる不可思議な存在を現実化してしまう。鬼太郎たちはすぐさま東京都民を避難させようとするも誰一人として相手にする者はいなかった。おまけに東京を騒がせた罪で警察に追われる羽目に。間一髪の所を妖怪を信じ続け作品を描いていた漫画家の水木しげるに保護される。
そしてついに怪気象は東京に上陸した。一方のねずみ男はいつものインチキ商売をしていた。丁度そこにユメコが居合わせた。どこか遠くの場所に避難しようとするも妖怪皇帝の配下、妖怪総理大臣・ぐわごぜが操るがしゃどくろに襲われる。ねずみ男とユメコは営団地下鉄（現・東京メトロ）丸ノ内線に逃げ込んだがそこにも妖怪皇帝の配下の土蜘蛛が現れ襲いかかる。その時、ねずみ男は逃げ遅れたカロリーヌという女の子を助け地下鉄の外に出たがそこにはあやかしが待ち構えていた。しかし、姿を現した鬼太郎の機転であやかしを倒した。そしてねずみ男たちと共に水木の家に避難したが、ぐわごぜはなぜか笑みを崩さない。
一方、日本政府は第三の目を持つ高僧チンポを呼んでこの現象は何か調べてほしいと依頼する。チンポの答えも鬼太郎たちと同様に怪気象だと語った。首相は自衛隊に攻撃命令を下した。一方水木の家ではカロリーヌは自分を助けてくれたねずみ男の怪我の手当てをしていた。それによって2人はお互いに「ねずみ男ちゃん」、「カロリーヌちゃん」と呼び合うほど仲良くなってしまう。その頃、鬼太郎たちも何とか怪気象から逃れて安堵のため息をついていた。ところがテレビをつけると画面に妖怪皇帝が現れ、日本を自らの支配のもと妖怪天国にすると宣言しその邪魔者はゲゲゲの鬼太郎だと発言する。その時、配下の妖怪の一本だたらが複数の妖怪を引き連れ鬼太郎たちを襲撃した。鬼太郎たちは奴らを次々と撃退するも突如現れた白うねりにカロリーヌを誘拐されてしまった。
必ず助けると約束しつつも果たせなかったことでねずみ男は鬼太郎を責める。だがその時、水木に言われてテレビを見るとぐわごぜから鬼太郎宛に脅迫状が届いた。「カロリーヌを返してほしければ国会議事堂にひとりで来い」と、鬼太郎が国会議事堂へ向かう一方目玉親父と一反木綿は仲間を呼びに行こうとするも怪気象からは出ることができず地下の下水道を使うことにした。一方怪気象の外では自衛隊による攻撃が始まったが怪気象に戦車の攻撃はビクともしない。首相は大型ミサイルであれば有効との報告を受け、怪気象の勢力が日本全土に拡大することを恐れ、雲の内部の被害もやむを得ないと判断、防衛庁長官を説き伏せ大型ミサイルの使用を決行した。これを地下で聞いた目玉親父と一反木綿は1時間以内に解決しないと大変なことになるという一身で大急ぎで仲間を呼びに行った。
国会議事堂ではぐわごぜが大勢の仲間を連れて鬼太郎を待ち伏せていた。鬼太郎は襲い掛かってくる妖怪たちを次々と撃退。さらにぬりかべも加わり残るはぐわごぜだけとなった。しかしその時、妖怪皇帝の命令でどこからともなく朧車が現れ目から発する怪光線でぬりかべは石になってしまった。鬼太郎もぐわごぜに隙を付かれ石にされてしまった。大勝利の音頭を踊る妖怪皇帝軍団。一方ゲゲゲの森に着いた目玉親父と一反木綿は妖怪発明家・夜行さんの家へ向かった。そこには砂かけ婆と子なき爺もいた。彼らはここで救出作戦を練っていた。いい仲間をもったと目玉親父は感激した。彼らは妖怪戦車に乗って急ぎ国会議事堂へ向かった。その頃政府のミサイルの準備は終了し遂にスイッチが入ってしまった。残りあと30分。
その頃、躍起になっているねずみ男は1人下水道を利用してトイレから国会議事堂の中に潜入して何とか無事にカロリーヌを救出する。するとカロリーヌから鬼太郎を助ける方法を知っていると聞き国会議事堂の地下へと案内した。地下には朧車がいた。実は朧車こそが怪気象を生み出している張本人だったのだ。その朧車の涙をかければ鬼太郎たちは元に戻ると、しかしねずみ男は、なぜカロリーヌはこんなことを知っているのかと不思議に思い意図せず彼女に聞いた。するとカロリーヌは泣きながらねずみ男に謝った。カロリーヌはぐわごぜの娘だったのだ。妖怪皇帝軍団に鬼太郎の居場所がバレたのは彼女のペンダントに発信機が内蔵されていたからであった。カロリーヌは父親に鬼太郎と遊んできなさいと言われ近づいただけだった。まさかそれが鬼太郎を陥れる罠だとは彼女も思ってもみなかった。ねずみ男はカロリーヌの父親がぐわごぜと知り驚くも「誰の娘だろうと、カロリーヌちゃんはカロリーヌちゃんさ」と彼女の涙を拭う。カロリーヌもその言葉に喜び笑みを浮かべた。そしてねずみ男は危機に陥るもカロリーヌに救われ、何とか朧車の涙を取ることに成功した。しかし、怒った朧車はカロリーヌを轢いた。ねずみ男はカロリーヌを抱き何とか部屋を脱出した。しかしカロリーヌは意識が遠のく中、「パパを許して。本当は優しいパパなの」「もしまた妖怪に生まれ変わったら、ねずみ男ちゃんのお嫁さんにしてくれる?」と語った。ねずみ男は「もちろん」と答えるがカロリーヌは息を引き取ってしまった。ねずみ男はその場で大泣きし、そして見る見るうちに彼女の遺体はねずみ男の手の中で光の粒子に変わり消えてしまった。
遂にねずみ男の妖怪皇帝への怒りは大爆発し、外に出て群がる妖怪たちを次々と殴り倒し、ぐわごぜに駆け寄りカロリーヌの死を伝えた。ぐわごぜはただ娘と幸せに暮らしたかっただけであり、娘の死を妖怪皇帝に伝えると妖怪皇帝のカロリーヌを利用してまでも日本を支配しようとするを本来の目的を知り愕然し、さらに娘の最後の言葉を聞き自分の浅ましさに号泣した。ねずみ男はカロリーヌの命を込めて手に入れた朧車の涙を鬼太郎とぬりかべに投げつけ2人を元に戻すことに成功した。ねずみ男から怪気象の原因を聞いた鬼太郎は再び戦いを再開する。だが異次元妖怪達も負けじと総攻撃を繰り出した。
その時、地下から妖怪戦車に乗った目玉親父たちが現れ鬼太郎たちの反撃が始まった。妖怪戦車（輪入道が車輪の妖怪自動車に野槌を装着した物）の砲撃によって異次元妖怪たちは次々と吸い込まれていくが、1人妖怪皇帝は辻神に乗って国会議事堂の上に逃げ、鬼太郎も一反木綿に乗りその後を追い今ここに最後の決戦の火蓋が切られた。両者は共に互角、その時カロリーヌを失ったぐわごぜが妖怪皇帝に反旗を翻すも返り討ちにあって死んでしまった。妖怪皇帝は鬼太郎にぐわごぜに代わって妖怪総理大臣にしてやるから一緒に妖怪天国を創ろうと誘うも、鬼太郎の怒りは爆発した。そして遂に鬼太郎の一撃が妖怪皇帝の仮面を叩き壊した。妖怪皇帝の正体はぬらりひょんだった。ぬらりひょんは国会議事堂から転落した。
ぬらりひょんをやっつけた鬼太郎は目玉親父から後1分で自衛隊の大型ミサイルが発射され国会議事堂周辺は一瞬にして更地になってしまう事を知り、急いで怪気象を止めるために朧車のいる地下に向かった。そして遂に鬼太郎は朧車を撃破した。すると朧車は正体を露わにした。朧車の正体は霊気で蜃気楼を見せるお化け蛤という妖怪だった。朧車が倒されたことで怪気象が消え首相は自衛隊にミサイル発射中止を命令した。それにより東京は救われた。
一件落着した鬼太郎は自分の家で仲間たちと餅を分け合っていた。しかし、ねずみ男だけが来ない。そこで砂かけ婆と子泣き爺はねずみ男の分の餅を貰おうとするがそこにねずみ男が姿を見せ自分の分の餅を取るとそのまま家を飛び出し、その姿に鬼太郎たちは安堵し笑い合った。しかし、ねずみ男は餅を食べずにとある場所に餅を置くと｢親子で仲良く食べな｣と言いその場を立ち去った。そこには高く盛られた雪に「カロリーヌちゃんとぐわごぜのお墓」と書かれた木が立て掛けてあった。

## 登場人物

### 主要人物
鬼太郎
怪奇現象が起きることを感じ、東京都民たちを避難させようとするも信用されず警察に追われる身になる。
目玉
妖怪に詳しいが、妖怪皇帝のことは知らなかった。
ねずみ男
石化した鬼太郎を救うために孤軍奮闘する。カロリーヌと仲良くなるも、カロリーヌの死後怒りを露わにし、父のぐわごぜを説得する。
児泣きじじい
砂かけ婆や夜行さんと共に救出作戦を立てる。
一反もめん
本作では人間の警察官に尾を撃たれてしまった。カロリーヌを助けるために追うも、白うねりの息によって逃がしてしまう。
ぬりかべ
怪奇現象注意報の看板を務めるも、人間たちには迷惑がられてしまう。その後、鬼太郎の応援に駆け付け、鬼太郎を庇って朧車によって石にされた。
砂かけばばあ
子泣き爺や夜行さんと共に救出作戦を立てる。
ネコ娘
本作ではユメコと共に行動することが多い。
天童ユメコ
本作ではねずみ男に助けられる。

### 妖怪帝国
妖怪皇帝
事件の黒幕であり、その正体はぬらりひょん。人間よりも優れている妖怪が人間を支配する帝国を作ろうとしている。最後は鬼太郎と一騎打ちをし、顔を切られそのまま転落して行方不明となった。
ぐわごぜ
妖怪総理大臣。カロリーヌの父で、お揃いのロケットペンダントを身につけている。理想の国家を作り、娘と2人で幸せな暮らしを送るために妖怪皇帝の下で働いている。最愛の娘の死を知った際にはその場で泣き崩れ、妖怪皇帝に救いを求めたものの「国のためだ。娘の一人ぐらい我慢しろ」と無慈悲に言い返された。その発言を受けて帝国を裏切ることを決意。妖怪皇帝と鬼太郎の一騎打ちの際に現れ、娘を返してくれと皇帝に懇願するも、顔を切られ転落し死亡した。
あやかし
巨大なウナギかウミヘビのような姿。人魚の幻覚を見せ、船員たちを油断させ貨物船を沈めた。その後に陸上でねずみ男を襲うも、鬼太郎の機転で電線に噛みつき焼死した。
鬼女
鬼族の女妖怪。ねずみ男の口臭で敗北。国会議事堂にも多数の妖怪と共に現れたが、野づちに吸い込まれた。
蛇骨ばばあ
蛇を操る妖怪。ねずみ男の放屁で敗北。国会議事堂にも多数の妖怪と共に現れたが、野づちに吸い込まれた。
テレビ版第4話の同名妖怪とは姿が異なる。
がしゃどくろ
巨大な骸骨の妖怪。最後は野づちに吸い込まれ敗北。
テレビ版第71話の同名妖怪とは姿が異なる。
土蜘蛛
猫顔の巨大な蜘蛛の妖怪。地下鉄に乗っている人々を襲うが、ねずみ男の放屁で苦しんだ。野づちに吸い込まれ敗北。
一本ただら
一つ目と一本足の妖怪。警察に成りすまして水木家に現れ、水木の妻はショックで倒れた。鬼太郎に目を攻撃され敗れた。国会議事堂にも現れたが、ねずみ男に殴られ、野づちに吸い込まれた。
火車、山童
赤い肌に羽のような耳をしている妖怪が火車、黄色い肌でヒゲを生やした一つ目の妖怪が山童。ねこ娘とユメコに背後からゴルフクラブで殴られ敗北。国会議事堂にも現れたが、ねずみ男に殴られ、野づちに吸い込まれた。
火車はテレビ版第62話でもメインの悪役として登場するが、同一個体かは不明。
白うねり
龍のような巨大な妖怪。カロリーヌを連れ去る。口から吐く息はねずみ男より臭い。国会議事堂では鬼太郎を単身追い詰めるも、オカリナ剣で切り裂かれ敗北。
小豆とぎ
鬼太郎が来たことをぐわごぜに知らせる。その後、洋式トイレで小豆を洗っていたが、ねずみ男が現れたことで便座に挟まれた。
すねこすり
妖怪皇帝のドアを開ける役目を持つ。ねずみ男のすねを擦ったが、蹴られてしまった。
朧車
怪奇象を起こしている妖怪。目から放つ光線で相手を石にする能力を持ち、鬼太郎とぬりかべがその餌食となった。石から戻るには朧車の涙が必要で、涙を手に入れるために裏切ったカロリーヌを殺害した。正体は霊気で蜃気楼を見せるお化け蛤という妖怪で、鬼太郎に敗北した際にその姿を現した。
辻神
見た目は一反木綿に似ているが、顔はややいかつい。

### ゲスト
カロリーヌ
地下鉄内で土蜘蛛の襲撃から逃げ遅れたところをねずみ男に助けられる。ねずみ男に好意を抱き、似た境遇の2人は意気投合する。しかし、その想いを父・ぐわごぜに利用される。石になった鬼太郎を戻すために孤軍奮闘するねずみ男を手助けするも、朧車に突き飛ばされ、ねずみ男の腕の中で「パパを許してほしい」、「もう一度妖怪に生まれ変われたら、私をお嫁さんにしてくれる？」と言いながら、息を引き取り消滅する。
夜行さん
妖怪発明家。子泣き爺や砂かけ婆と共に救出作戦を立てた。
野づち
妖怪戦車で一緒に助けに来た。
輪入道
妖怪戦車で一緒に助けに来た。
妖怪戦車
夜行さんが発明した。恐竜の頭蓋骨の車体と野づちの砲台と輪入道の車輪でできている。
水木しげる
漫画家。水木しげる本人で当時63歳。妻も登場している。警察に追われた鬼太郎達を助けた。
高僧チンポ
千里眼を持った3つ目のラマ僧。不思議な現象を解き明かすために、内閣総理大臣に呼ばれた。鬼太郎達と戦った南方妖怪のチンポと同名だが、関係性は不明。

## スタッフ
- 製作総指揮 - 今田智憲
- 企画 - 横山賢二
- 原作 - 水木しげる
- 脚本 - 武上純希
- 音楽 - 川崎真弘
- 撮影監督 - 町田賢樹
- 編集 - 清水慎治
- 録音 - 蔵本貞司
- 美術監督 - 田中資幸
- 作画監督 - 入好さとる、新岡浩美
- 製作担当 - 松下健吉
- 監督 - 芝田浩樹
- 原画 - 深沢幸次、金津賀博、岸田隆宏、関野まさひろ、渡辺邦男、伊藤修一
- 動画チェッカー - 坂野隆雄、服部照夫
- 検査 - 坂本陽子
- 特殊効果 - 中島正之
- 撮影チーフ - 片山幸男
- 音響効果 - 今野康之
- 選曲 - 田中英行
- ネガ編集 - 岡田泉
- 録音助手 - 山田仁
- 仕上進行 - 小堺浩
- 美術進行 - 杉本隆一
- 助監督 - 有間二郎
- 製作進行 - 中村悟
- 記録 - 竹澤裕美子
- 録音スタジオ - タバック
- 現像 - 東映化学
- 製作 - 東映動画

## キャスト
- 鬼太郎：戸田恵子
- 目玉：田の中勇
- ねずみ男：富山敬
- 児泣きじじい：永井一郎
- 一反もめん：八奈見乗児
- ぬりかべ：屋良有作
- 砂かけばばあ：江森浩子
- ネコ娘：三田ゆう子
- 天童ユメコ：色川京子
- 妖怪皇帝(ぬらりひょん)：青野武
- ぐわごぜ：千葉耕市
- 鬼女：鈴木れい子
- 蛇骨ばばあ：山本圭子
- 夜行さん：大竹宏
- 朧車：佐藤正治
- 一本だたら：広中雅志
- 火車：平野正人
- 水木先生：あずさ欣平
- 水木夫人：川浪葉子
- 内閣総理大臣：宮内幸平
- 防衛庁長官：郷里大輔
- 高僧チンポ：大森章督
- カロリーヌ：藤枝成子
  - 声優協力：青二プロダクション

## 主題歌
オープニングテーマ
- ゲゲゲの鬼太郎
  - 作詞：水木しげる 作曲：いずみたく 編曲：野村豊 歌：吉幾三

エンディングテーマ
- おばけがイクゾー
  - 作詞・作曲：吉幾三 編曲：野村豊 歌：吉幾三
  - ゲストキャラクターの水木しげるが蟹坊主の妖怪画を描くラストシーンからエンディングに繋がる演出となっている。

## 同時上映
- ドラゴンボール 神龍の伝説
- キン肉マン 正義超人vs戦士超人